# Кампу-Гранде (Лиссабон)
Кампу-Гранде (порт. Campo Grande) — район (фрегезия) в Португалии, входит в округ Лиссабон. Является составной частью муниципалитета Лиссабон. Находится в составе крупной городской агломерации Большой Лиссабон. По старому административному делению входил в провинцию Эштремадура. Входит в экономико-статистический субрегион Большой Лиссабон, который входит в Лиссабонский регион. Население составляет 11 148 человек на 2001 год. Занимает площадь 2,44 км².